# Réunion Multimédia
Créé en juin 2002 par Daniel Robert, Réunion Multimédia est un magazine gratuit réunionnais de 36 pages, spécialisé dans les Technologies de l'Information et de la Communication à La Réunion. 
Il s'adresse aux professionnels comme aux passionnés de multimédias. L'équipe rédactionnelle est locale.
Le magazine papier est devenu bimestriel à partir de décembre 2012.
Il existe aussi le site web associé reunion-multimedia.re, qui est devenu, en novembre 2012, un webzine interactif,.